# Cordulisantosia
Cordulisantosia – rodzaj ważek z rodziny szklarkowatych (Corduliidae).

## Systematyka
Takson ten został utworzony w 1992 roku pod nazwą Santosia, ale w 2007 roku przemianowano go na Cordulisantosia, gdyż poprzednia nazwa okazała się zajęta przez Santosia Stål, 1858 w rzędzie pluskwiaków (Hemiptera).
Do rodzaju należą następujące gatunki:
- Cordulisantosia machadoi (Costa & Santos, 2000)
- Cordulisantosia marshalli (Costa & Santos, 1992)
- Cordulisantosia newtoni (Costa & Santos, 2000)